# صالح عبری
صالح عُبری (؟ - ۱۲۶۷م) فقیه و قاضی یمنی در سدهٔ هفتم هجری/سیزدهم میلادی بود. قاضی کل تهامه برگزیده شد. انتسابش به عُبره، قبیله‌ای وابسته أزد بوده است. او را خوش‌سیرت و نیکوکار وصف کرده‌اند.